# Раглан (замок)
Раглан (валл. Castell Rhaglan, англ. Raglan Castle) — замок в юго-восточном Уэльсе, в графстве Монмутшир.

## История
Замок начал строить в 1435 году Уильям ап Томас, женившийся в 1406 году на наследнице Раглана — Элизабет Блоэ. Он воздвиг главную башню, прозванную «Желтой». Большую часть построек возвели при жизни его сына, Уильяма Герберта, первого графа Пембрука. В замке провёл детство Генрих VII, находившийся под опекой Уильяма Герберта во время войны Роз.
В XVI веке замок был отстроен в грандиозный и роскошный особняк представителями рода Сомерсет, графами и маркизами Вустера, унаследовавшими манор Раглан посредством брака. Во времена гражданской войны в Англии войсками Кромвеля замок был разрушен. Генри Сомерсет, первый маркиз Вустер, был верным сторонником Карла I, которого он принимал в замке два раза. В 1646 году королевские сторонники потерпели поражение и главные города и замки Англии и Уэльса перешли в руки сил парламента. Падение Оксфорда развязало руки войскам парламента и позволило усилить осаду замка Раглан. После многомесячной осады маркиз Вустер был вынужден сдаться генералу Фейрфаксу 19 августа 1646 года.
Замок более не восстанавливался. В течение XVIII и XIX столетий он служил источником строительных материалов для местного населения. В XX веке герцоги Бофорт — маркизы Вустера передали замок на попечение государства.